# Causses-et-Veyran
Causses-et-Veyran (okzitanisch: Causses e Vairan) ist eine französische Gemeinde mit 620 Einwohnern (Stand: 1. Januar 2022) im Département Hérault in der Region Okzitanien. Sie gehört zum Arrondissement Béziers und zum Kanton Cazouls-lès-Béziers. Die Einwohner werden Caussanais genannt.

## Geographie
Die Gemeinde Causses-et-Veyran liegt in den südlichsten Ausläufern der Cevennen, die hier auf dem Mont Peyroux noch einmal 411 m über dem Meer erreichen, etwa 15 Kilometer nordnordwestlich von Béziers. Der Orb begrenzt die Gemeinde im Süden. An der östlichen Gemeindegrenze verläuft sein Zufluss Rieutort. Umgeben wird Causses-et-Veyran von den Nachbargemeinden Saint-Nazaire-de-Ladarez im Norden, Murviel-lès-Béziers im Osten und Südosten, Cessenon-sur-Orb im Süden und Westen sowie Roquebrun im Nordwesten.
Die Reben in der Gemeinde gehören zum Weinbaugebiet Saint-Chinian.

## Bevölkerungsentwicklung
| Jahr                       | 1962 | 1968 | 1975 | 1982 | 1990 | 1999 | 2006 | 2013 | 2020 |
| Einwohner                  | 678  | 612  | 503  | 503  | 504  | 546  | 593  | 624  | 627  |
| Quellen: Cassini und INSEE |      |      |      |      |      |      |      |      |      |

## Sehenswürdigkeiten

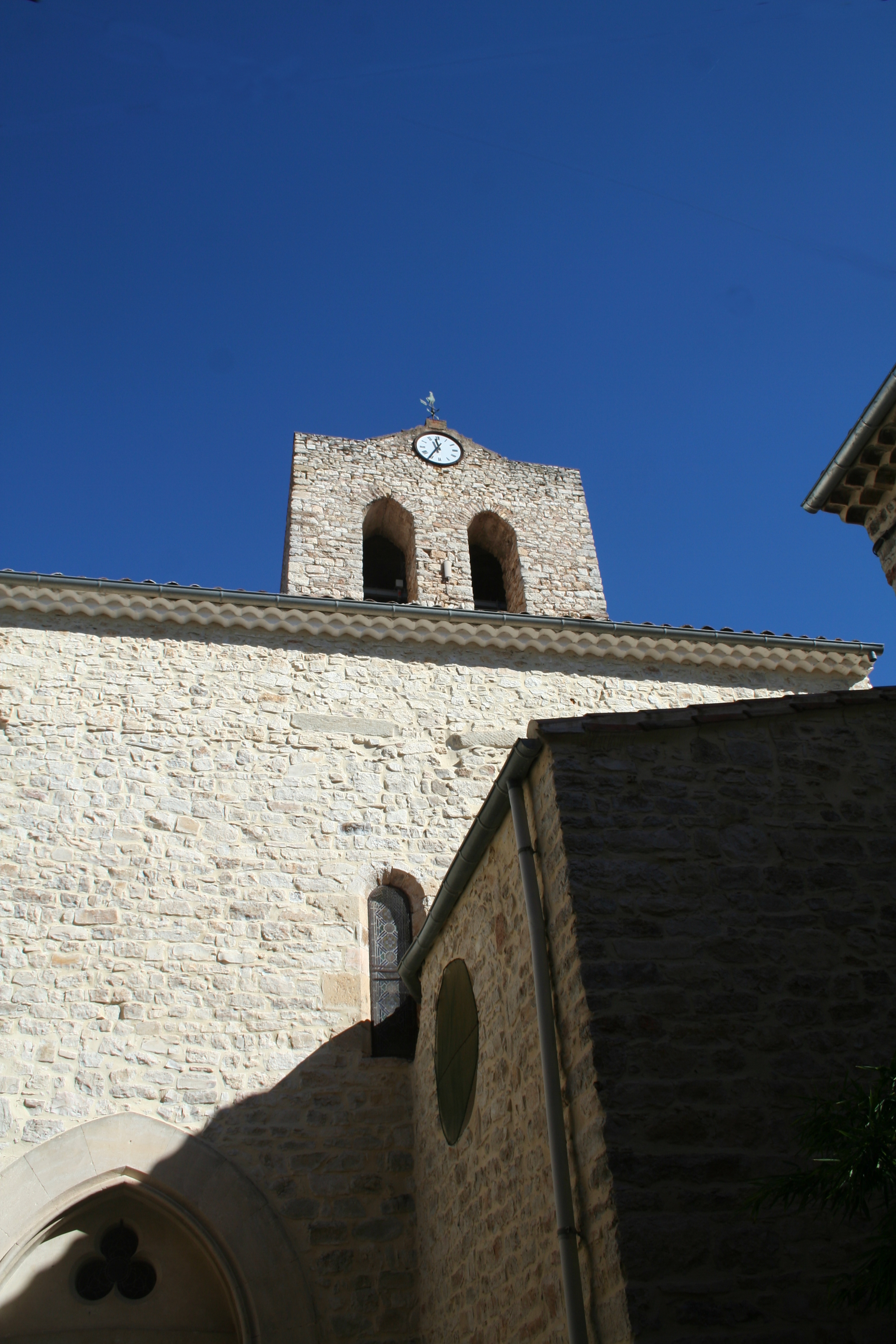
Kirche Notre-Dame-de-la-Purification
- Priorei Saint-Sever
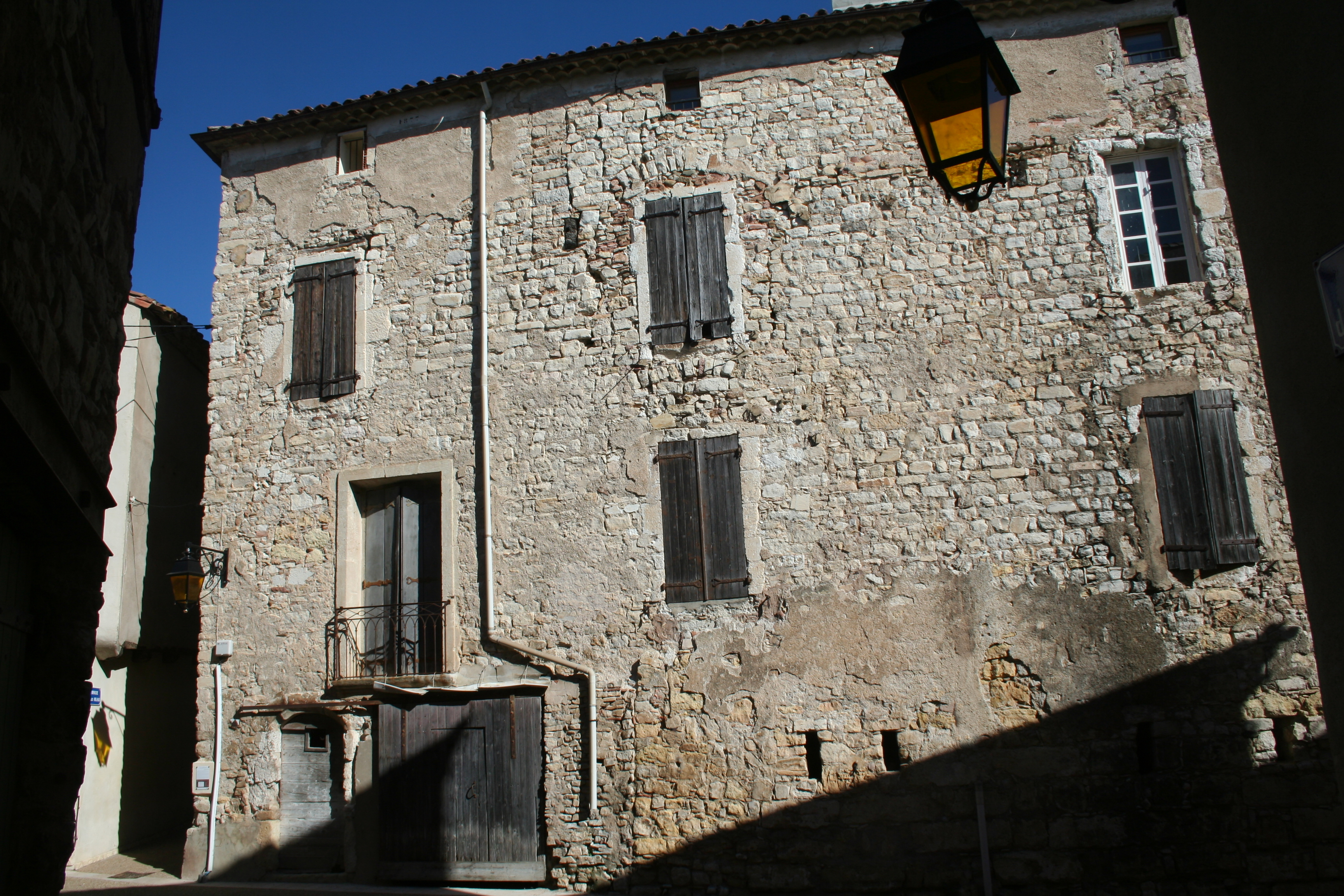
Schloss

- Kirche Notre-Dame-de-la-Purification
- Schloss